# Reserva Natural das Caldeiras Funda e Rasa (Mosteiros)
A Reserva Natural das Caldeiras Funda e Rasa é uma Área de Proteção Ambiental portuguesa localizada no sítio do Mosteiro, concelho das Lajes das Flores, ilha das Flores, Arquipélago dos Açores e é formada pela Lagoa da Caldeira Funda, pela Lagoa da Caldeira Rasa e pela área envolvente das mesmas que devem a sua origem às duas caldeiras vulcânicas onde se aninham.
Esta reserva natural criada pelo Decreto Legislativo Regional n.º 27/88/A, diploma que tem por objecto a criação de várias reservas florestais naturais parciais, de acordo com o regime base estabelecido no Decreto Legislativo Regional n.° 15/87/A, de 24 de Julho, é formada pela Lagoa da Caldeira Funda e pela Lagoa da Caldeira Rasa e área envolvente, sendo ambas classificadas como Reserva Florestal Natural, ficam situadas no interior da ilha das Flores. 
A Lagoa da Caldeira Funda apresenta-se com 22 metros de profundidade e dotada de uma queda de água, sendo as suas margens bastante altas e povoadas por grande quantidade de plantas endémicas da flora dos Açores, típicas das florestas da Macaronésia. 
A Lagoa da Caldeira Rasa tem uma profundidade de 16 metros, e é rodeada de margens baixas e suaves, e igualmente à Lagoa da Caldeira Funda, encontra-se nas suas margens grandes povoamentos de flora endémica dos Açores típica das florestas da Macaronésia.